# Emanuele Boltri
Emanuele Boltri (Rosignano Monferrato, 13 aprile 1906 – Alassio, 19 ottobre 1979) è stato un calciatore italiano, di ruolo centrocampista.

## Carriera
Mediano, crebbe nelle giovanili del Casale con cui esordì nel 1927 in Divisione Nazionale, l'allora massimo livello del calcio italiano. Disputò 4 stagioni tra le file dei piemontesi, coi quali divenne campione italiano di Serie B nel 1930.

Nel 1931 passò al Napoli, in Serie A, e con quella maglia collezionò 40 presenze nell'arco di tre stagioni.
In seguito vestì la maglia del Brescia, ancora in Serie A, e quelle del Pisa, della Pro Vercelli e del Casale, in Serie B. In quest'ultima squadra chiuse la carriera nel 1940.
Ha sempre giocato nel ruolo di mediano, principalmente al centro, distinguendosi come difensore roccioso e instancabile, capace anche, palla al piede, di qualche lunga puntata in avanti.
Nella massima serie collezionò complessivamente 117 presenze impreziosite da 7 reti.

## Palmarès

### Club

#### Competizioni nazionali
- Serie B: 1

Casale: 1929-1930
- Serie C: 1

Casale: 1937-1938